# Новаціан
Новаціан або  Новатіян (лат. Novatian; 200, Фригія — 258, Рим), був теологом, та з 251 по 258 роки — антипапою (в той час антиєпископом) у Римі.

## Життєпис
Після того, як помер папа Фабіан, у 250 році Новаціана було вибрано представником громади. Все вказувало на те, що він буде наступником Фабіана. Однак у березні 251 року було вибрано Корнелія наступним єпископом (папою). Проте Новаціана освятили три єпископи з півдня Італії і він почав боротьбу за посаду з Корнелієм. Ця боротьба відбувалась на тлі й так складної ситуації у 251 році, коли переслідування християн були особливо жорстокі.
Новаціан зі своїми прихильниками з римської громади, названими потім новаціанцями, створив окрему церковну громаду. Вони захищали стару сувору практику поєднання з Церквою тих, що згрішили. Це питання було тоді дуже актуальним, бо за Декієвих переслідувань велика кількість вірних заперечили свою віру. Тих, хто з Церкви переходили на сторону новаціанців, вони перехрещували. Вони вважали себе церквою «святих, чистих», і на Сході раніше маніхеїв прийняли на себе назву грец. καθαροί. Основною рисою цієї секти було непрощення грішників. Зразу новаціанці відмовляли у прощенні тільки винним у трьох найважчих гріхах, виключали їх раз і назавжди з Церкви. Пізніше цей суворий захід вони поширили на всі смертні гріхи, здійснені після охрещення, і позбавляли грішників всякої надії, кажучи, що покаяння є для них некорисне і неможливе. Основним положенням було те, що церква не прощає важких гріхів, а це може зробити лише Бог.
Завдяки незвичайній активності Новаціана і його прихильників ця схизма дуже поширилася, навіть на Сході, і протрималася аж до VII століття. Новаціанство було присутнє в християнських громадах Іспанії до V століття. Пізніше їхні принципи були витіснені з церковної практики.
У 251 році Новаціан на синоді з 60 єпископів під головуванням Корнелія був відлучений від церкви.
Новаціан покинув Рим і під час переслідувань християн під час правління Валеріана, напевне, загинув мученицькою смертю. Він використовував у своїх творах («Про видовища», «Про жидівську їжу», «Про користь скромності», «Про Святу Трійцю»), як і Тертуліан — латинську мову. Відомі два його листи із збірки Кипріяна Карфагенського.